# Objetivo de Desenvolvimento Sustentável 12
O Objetivo de Desenvolvimento Sustentável 12 (ODS 12 ou Objetivo 12) trata do “consumo e produção responsáveis” [ONU. Transformando Nosso Mundo: a Agenda 2030 para o Desenvolvimento Sustentável. É um dos 17 Objetivos de Desenvolvimento Sustentável estabelecidos pela Organização das Nações Unidas em 2015. O enunciado oficial do ODS 12 é "assegurar padrões de produção e de consumo sustentáveis" . O ODS 12 tem por objetivo assegurar o manejo responsável de recursos, visando a melhora da eficiência energética e a implementação de infraestrutura sustentável, além do fornecimento a serviços básicos, trabalhos decentes e sustentáveis e garantindo uma melhor qualidade de vida à todos.
Para conseguir crescimento econômico e desenvolvimento sustentável, é necessário que diminuamos urgentemente nossa pegada ecológica de uso através de mudanças na forma de produção e consumo de bens e recursos. A agricultura é a atividade econômica que mais consome água em todo o mundo e a irrigação, hoje em dia, requer quase 70% de toda a água doce disponível para uso humano.
O ODS 12 tem 11 metas a serem atingidas até 2030 e seu progresso é mensurado através de 13 indicadores.
As metas do Objetivo 12 incluem o uso de métodos de produção amigáveis ao meio ambiente e a redução da quantidade de resíduos. Até 2030, as taxas de reciclagem nacionais devem aumentar, em medidas de toneladas de material reciclado. Além disso, as companhias devem adotar práticas sustentáveis e publicar relatórios de sustentabilidade. 

## Contexto
O consumo e a produção são considerados uma fonte motriz da economia global. De acordo com o Programa das Nações Unidas para o Meio Ambiente (PNUMA), até o momento, integrar a sustentabilidade ambiental e o crescimento econômico ainda é um grande desafio global. O progresso econômico e social do último século foi acompanhado pela degradação ambiental, o que está prejudicou diversos sistemas de nosso planeta. 
A pandemia de COVID-19, entretanto, ofereceu aos países a oportunidade de construir planos de recuperação. Eles podem mudar as tendências atuais dos padrões de consumo e produção para alcançar um futuro mais sustentável.  79 países em conjunto com a União Europeia têm pelo menos uma política para melhorar a produção e o consumo sustentáveis. A pandemia demonstrou que diversas fraquezas emergem de nossos sistemas, e para contemplar os Objetivos de Desenvolvimento Sustentável, a responsabilidade deveria ser compartilhada em todas as instâncias da administração pública. É de extrema importância que separemos a degradação ambiental do crescimento econômico para promover um consumo sustentável, o que também dialoga com padrões de produção e com uma transição para uma economia global mais verde e inclusiva.

## Metas, indicadores e progresso

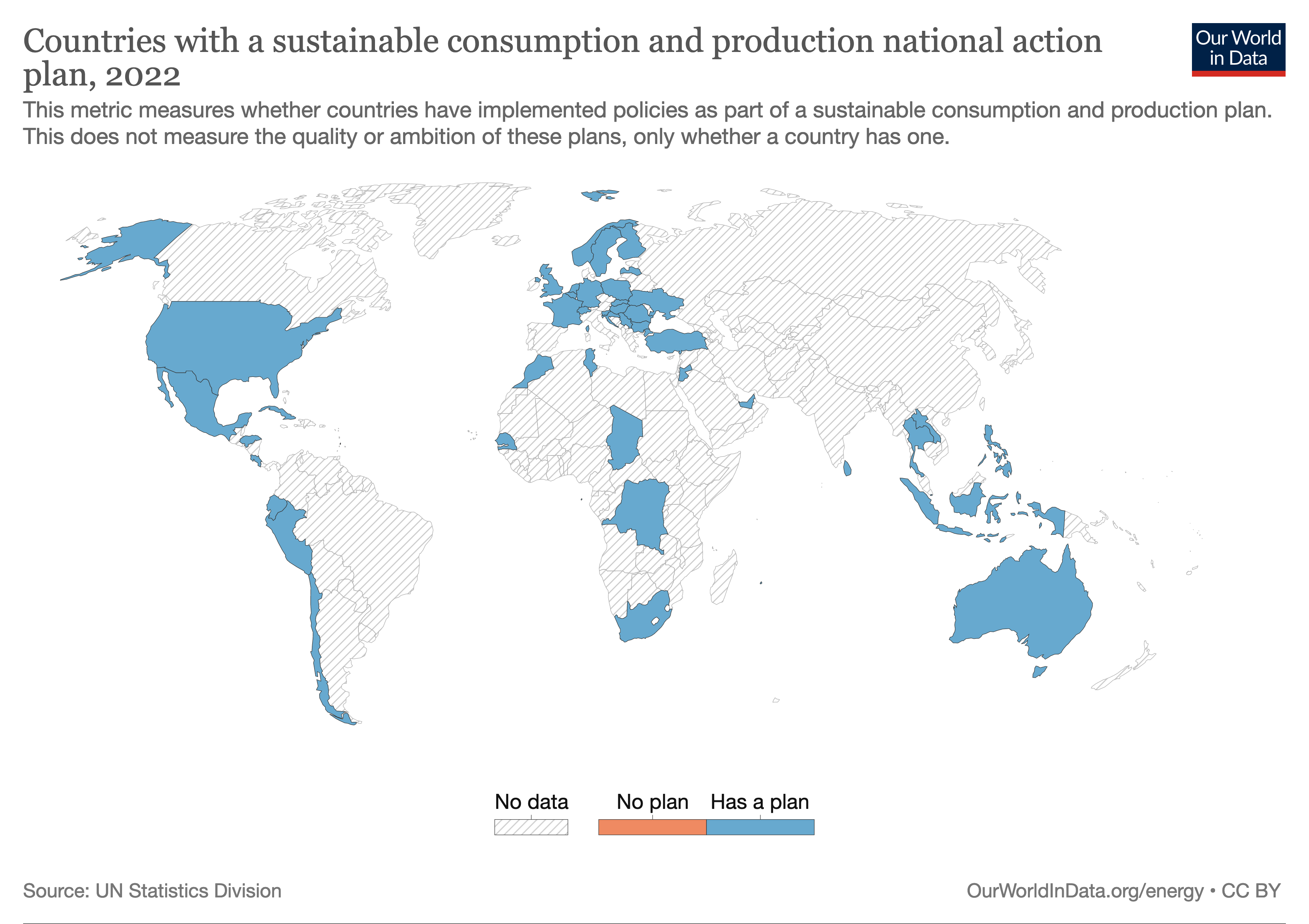
Países com ou sem um plano de ação nacional de consumo e produção responsáveis (sustainable consumption and production - SCP).

O ODS 12 tem 11 metas. Uma delas deve ser alcançada até 2020, quatro até 2030 e seis não têm um prazo específico. As metas abordam diferentes questões, que vão desde a implementação do Plano Decenal de Programas sobre Produção e Consumo Sustentáveis (Meta 12.1), o alcance da gestão sustentável e do uso eficiente dos recursos naturais (Meta 12.2), a redução do desperdício alimentar global per capita em níveis de varejo e de consumidor (Meta 12.3), o alcance da gestão ambiental correta de produtos químicos e de resíduos ao longo de seu ciclo de vida (Meta 12.4), a diminuição substancial da geração de resíduos por meio da prevenção, redução, reciclagem e reutilização (Meta 12.5), o encorajamento da adoção de práticas sustentáveis por empresas (Meta 12.6), a promoção de práticas de aprovisionamento que sejam sustentáveis, de acordo com as políticas e prioridades nacionais (Meta 12.7), a garantia de que as pessoas em todos os lugares tenham as informações e conscientização relevantes para o desenvolvimento sustentável (12.8), o apoio a países em desenvolvimento para que fortaleçam suas capacidades tecnológicas e científicas (Meta 12.a), o desenvolvimento e a implementação de ferramentas para monitorar os impactos de desenvolvimento sustentáveis para o turismo sustentável (Meta 12.b), a racionalização de subsídios ineficientes aos combustíveis fósseis que encorajam o consumo perdulário removendo distorções de mercado (Meta 12.c). 

### Meta 12.1: Implementar o Plano Decenal de Programas sobre Produção e Consumo Sustentáveis
O título completo da Meta 12.1 é: “Implementar o Plano Decenal de Programas sobre Produção e Consumo Sustentáveis, com todos os países tomando medidas, e os países desenvolvidos assumindo a liderança, tendo em conta o desenvolvimento e as capacidades dos países em desenvolvimento.” Esse ODS propõe que todos os países tenham atingido essa meta até 2030. 
Ele possui um indicador: 
- Indicador 12.1.1: Número de países que incorporam o consumo e a produção sustentáveis em planos de ação nacionais ou como uma prioridade ou uma meta nas políticas nacionais.[11][12]

Este indicador permite quantificar e monitorar os países que estão progredindo ao longo do ciclo de políticas de instrumentos de política vinculantes e não vinculantes que visam apoiar o Consumo e a Produção Sustentáveis. Integrar o consumo e a produção sustentáveis na tomada de decisões em todos os níveis é uma função central do Plano Decenal, o qual busca “apoiar a integração do consumo e da produção sustentáveis em políticas, programas e estratégias de desenvolvimento sustentável, conforme apropriado, incluindo, quando aplicável, em estratégias de redução da pobreza”. Fontes de dados adequadas para este indicador estão sendo exploradas atualmente porque estatísticas padrões já estão disponíveis. 
A Meta 12.1 apela à implementação do Plano Decenal de Programas sobre Produção e Consumo Sustentáveis. Esse plano, adotada pelos Estados membros na Conferência das Nações Unidas sobre Desenvolvimento Sustentável, é um compromisso global para acelerar a mudança em sentido ao consumo e à produção sustentáveis nos países desenvolvidos e em desenvolvimento. A fim de gerar o impacto coletivo necessário para tal mudança, programas como a One Planet Network formaram diferentes métodos de implementação para ajudar a alcançar o Objetivo 12.

### Meta 12.2: Gestão sustentável e o uso eficiente dos recursos naturais
O título completo da Meta 12.2 é: "Até 2030, alcançar a gestão sustentável e o uso eficiente dos recursos naturais."
Esta meta tem dois indicadores:
- Indicador 12.2.1: Pegada material, pegada material per capita e pegada material em percentagem do PIB.
- Indicador 12.2.2: Consumo interno de materiais, consumo interno de materiais per capita e consumo interno de materiais por unidade do PIB.

A pegada material é a quantidade de extração de material necessária para atender ao consumo de um país. A soma da pegada ecológica para biomassa, combustíveis fósseis, minérios metálicos e não metálicos é chamada de pegada material total. O consumo interno de materiais (CIM) é um indicativo da quantidade total de materiais que uma economia utiliza, o qual não leva em consideração os insumos ou exportações da cadeia de suprimentos, o que significa que um país poderia ter um valor CIM mais baixo se terceirizasse uma grande proporção de seus materiais.  

### Meta 12.3: Reduzir pela metade o desperdício de alimentos per capita mundial
O título completo da Meta 12.3 é: "Até 2030, reduzir pela metade o desperdício de alimentos per capita mundial, em nível de varejo e do consumidor, e reduzir as perdas de alimentos ao longo das cadeias de produção e abastecimento, incluindo as perdas pós-colheita."  . Essa meta tem dois componentes (perdas e desperdício) medidos por dois subindicadores.
- Indicador 12.3.1: Índice global de perdas alimentares:
  - Subindicador 12.3.1.a: Índice de Perda de Alimentos - que se concentra nas perdas do nível de produção ao consumo.
  - Subindicador 12.3.1.b: Índice de Desperdício de Alimentos - este indicador é uma proposta em desenvolvimento com o Programa das Nações Unidas para o Ambiente assumindo a liderança nele.

Até setembro de 2020 não havia dados disponíveis para esses indicadores.

### Meta 12.4: Gestão responsável de produtos químicos e resíduos
O título completo da Meta 12.4 é: "Até 2020, alcançar o manejo ambientalmente adequado dos produtos químicos e todos os resíduos, ao longo de todo o ciclo de vida destes, de acordo com os marcos internacionais acordados, e reduzir significativamente a liberação destes para o ar, água e solo, para minimizar seus impactos negativos sobre a saúde humana e o meio ambiente." 
Esta meta tem dois indicadores:
- Indicador 12.4.1: Número de partes em acordos ambientais internacionais multilaterais sobre resíduos perigosos e outros produtos químicos que cumpram os seus compromissos e obrigações na transmissão de informações, conforme exigido por cada acordo relevante.
- Indicador 12.4.2: (a) Quantidade de resíduos perigosos gerados per capita, e; (b) proporção de resíduos perigosos tratados, por tipo de tratamento.[22]

O Indicador 12.4.1 não mede a quantidade ou o impacto na saúde de produtos químicos. Em vez disso, refere-se à quantidade de países que ratificaram, aceitaram, aprovaram ou acessaram um dos seguintes Acordos Ambientais Multilaterais: 
1. A Convenção de Basileia sobre o Controle de Movimentos Transfronteiriços de Resíduos Perigosos e seu Depósito (Convenção de Basileia);
2. Convenção de Roterdã sobre o Procedimento de Consentimento Prévio Informado (PIC) Aplicado a Certos Agrotóxicos e Substâncias Químicas Perigosas Objeto de Comércio Internacional (Convenção de Roterdã);
3. Convenção de Estocolmo sobre Poluentes Orgânicos Persistentes (Convenção de Estocolmo);
4. Protocolo de Montreal sobre Substâncias que Destroem a Camada de Ozônio (Protocolo de Montreal);
5. Convenção de Minamata sobre Mercúrio (Convenção de Minamata).[23]

O Indicador 12.4.2 refere-se à quantidade de resíduos perigosos gerados e tratados. Muitas dessas substâncias têm um impacto negativo na saúde das pessoas e no meio ambiente. No entanto, também estão presentes produtos que são usados em nosso dia a dia. Portanto, o maior desafio é gerenciar o tratamento de resíduos perigosos de acordo com os padrões internacionais. Atualmente, houve um aumento de resíduos perigosos, que foi intensificado pela complexidade dos produtos e dos componentes perigosos não identificados. O lixo eletrônico é uma subcategoria deste indicador.  
As agências de custódia para esta meta são o Programa das Nações Unidas para o Meio Ambiente (PNUMA) para o Indicador 12.4.1 e 12.4.2, e a Divisão de Estatísticas das Nações Unidas (UNSD) para o indicador 12.4.2.

### Meta 12.5: Reduzir substancialmente a geração de resíduos

Geração de resíduos plásticos per capita, 2015

O título completo da Meta 12.5 é: "Até 2030, reduzir substancialmente a geração de resíduos por meio da prevenção, redução, reciclagem e reúso."
Possui um indicador: 
- Indicador 12.5.1: Taxa nacional de reciclagem, toneladas de material reciclado.[18]

As agências de custódia desse alvo são o Programa das Nações Unidas para o Meio Ambiente (PNUMA) e a Divisão de Estatísticas das Nações Unidas (UNSD).  Este indicador mede a quantidade de material reciclado em cada país, a quantidade de material que é exportado para ser reciclado no exterior e a quantidade de material que os países importam para ser reciclado dentro do país por ano. Esses três aspectos diferentes são definidos como Taxa Nacional de Reciclagem.

### Meta 12.6: Incentivar as empresas a adotar práticas sustentáveis e relatórios de sustentabilidade
O título completo da Meta 12.6 é: "Incentivar as empresas, especialmente as empresas grandes e transnacionais, a adotar práticas sustentáveis e a integrar informações de sustentabilidade em seu ciclo de relatórios."
Ela possui um indicador: 
- Indicador 12.6.1: Número de empresas que publicam relatórios de sustentabilidade.[18]

As agências de custódia para este alvo são a Conferência das Nações Unidas sobre Comércio e Desenvolvimento (UNCTAD) e o Programa das Nações Unidas para o Meio Ambiente (PNUMA).
Este é o único indicador que se concentra no monitoramento das práticas de entidades do setor privado. Apesar do indicador contar apenas o número de entidades do setor privado que emitem relatórios sustentáveis, as agências de custódia da ONU promovem a alta qualidade das informações relatadas, bem como a integração delas em seus relatórios anuais e boas práticas.
A abordagem proposta pelos órgãos de custódia indica que os relatórios de sustentabilidade ou os relatórios coletivos podem ser autônomos. Assim, nem todos os relatórios serão considerados, isso dependerá da qualidade das informações fornecidas; e haverá a necessidade de que se considere divulgações que cobrem práticas de governança e impactos econômicos, sociais e ambientais.

### Meta 12.7: Promover práticas de compras públicas sustentáveis
O título completo da Meta 12.7 é: “Promover práticas de compras públicas sustentáveis, de acordo com as políticas e prioridades nacionais.”
Ela possui um indicador: 
- Indicador 12.7.1: grau de implementação de políticas de contratação pública e planos de ação sustentáveis.[18]

A agência de custódia para este alvo é o Programa das Nações Unidas para o Meio Ambiente do PNUMA 
Este indicador se refere à capacidade dos governos de implementar políticas públicas. Essas políticas garantem o desenvolvimento econômico e social, protegendo o planeta e reduzindo os impactos negativos no meio ambiente. Elas precisam se envolver com compras públicas sustentáveis (CPS) e a capacidade de medir as proporções desses esforços. Algumas das limitações desse indicador estão relacionadas às diferentes maneiras que os países têm de medir não apenas o CPS, mas também outros aspectos, como Compras Públicas Verdes (CPV) e Compras Públicas Socialmente Responsáveis (CPSR).

### Meta 12.8: Promover a compreensão universal de estilos de vida sustentáveis

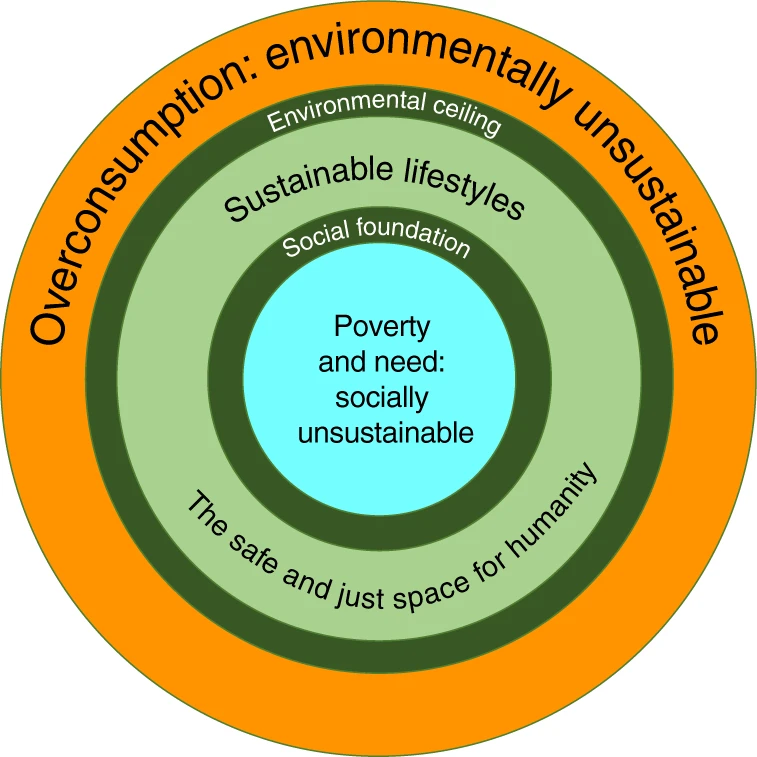
O espaço seguro e justo para a humanidade. Os estilos de vida sustentáveis situam-se entre um limite superior de uso permitido (“Teto ambiental”) e um limite inferior de uso necessário de recursos ambientais (“Base social”).

O título completo da Meta 12.8 é "Até 2030, garantir que as pessoas, em todos os lugares, tenham informação relevante e conscientização para o desenvolvimento sustentável e estilos de vida em harmonia com a natureza."
Ela tem um indicador: 
- Indicador 12.8.1: Grau com que a (i) educação para a cidadania global e a (ii) educação para o desenvolvimento sustentável, incluindo a igualdade de gênero e os direitos humanos, são disseminados a todos os níveis em: (a) políticas educativas nacionais, (b) programas educativos, (c) formação de professores e (d) avaliação de estudantes.[18]

Este indicador refere-se à forma de como cada país garante que a Educação para a Cidadania Global (ECG) e a Educação para o Desenvolvimento Sustentável (EDS) sejam consideradas em seus sistemas educacionais. Uma das limitações desse indicador está relacionada ao autorrelato do governo; situação abordada pela UNESCO, comparando esta informação com fontes alternativas.
Os diferentes aspectos em que o ECG e a EDS devem ser considerados prioritários nos sistemas nacionais de educação são: a) Políticas, b) Currículos, c) Formação de professores, d) Avaliação dos alunos.
As agências de custódia para este alvo são o Instituto de Estatística da UNESCO (UNESCO-UIS) e o "Setor de Educação da UNESCO, Divisão para a Paz e Desenvolvimento Sustentável, Seção de Educação para o Desenvolvimento Sustentável (UNESCO-ED / PSD / ESD).

### Meta 12.a: Apoiar a capacidade científica e tecnológica dos países em desenvolvimento para consumo e produção sustentáveis
O título completo da Meta 12.a é: "Apoiar países em desenvolvimento a fortalecer suas capacidades científicas e tecnológicas em rumo a padrões mais sustentáveis de produção e consumo."
Ela possui um indicador: 
- Indicador 12.a.1: Quantidade de apoio concedido a países em desenvolvimento para a pesquisa e desenvolvimento sobre consumo e produção sustentáveis e tecnologias ambientalmente seguras e racionais.[18]

O indicador é definido como a capacidade instalada das usinas que geram eletricidade a partir de fontes renováveis de energia dividida pela população total de um país. A demanda de eletricidade é alta nos países em desenvolvimento e frequentemente sua disponibilidade é contida.  

### Meta 12.b: Desenvolver e implementar ferramentas para monitorar o turismo sustentável
O título completo da Meta 12.b é: "Desenvolver e implementar ferramentas para monitorar os impactos do desenvolvimento sustentável para o turismo sustentável, que gera empregos, promove a cultura e os produtos locais."
Ela possui um indicador: 
- Indicador 12.b.1: Número de estratégias ou políticas e planos de ação implementados em turismo sustentável com ferramentas de monitoramento e avaliação acordadas.[18]

Este indicador refere-se ao grau em que os países implementam a Conta Satélite de Turismo  que deve ser implementada de acordo com o Quadro Metodológico Recomendado 2008. Além disso, o indicador relata como os países implementam as tabelas do Sistema de Contas Econômicas e Ambientais (SCEA), que precisam ser implementadas de acordo com o Sistema de Contabilidade Econômico-Ambiental 2012. Essas duas ferramentas diferentes são atualmente consideradas a melhor forma mais viável de monitorar o turismo sustentável.
A agência de custódia desse alvo é a Organização Mundial do Turismo (OMT).

### Meta 12.c: Remover distorções de mercado que incentivam o consumo desnecessário
O título completo da Meta 12.c é: "Racionalizar subsídios ineficientes aos combustíveis fósseis, que encorajam o consumo exagerado, eliminando as distorções de mercado, de acordo com as circunstâncias nacionais, inclusive por meio da reestruturação fiscal e a eliminação gradual desses subsídios prejudiciais, caso existam, para refletir os seus impactos ambientais, tendo plenamente em conta as necessidades específicas e condições dos países em desenvolvimento e minimizando os possíveis impactos adversos sobre o seu desenvolvimento de uma forma que proteja os pobres e as comunidades afetadas."
Ela possui um indicador: 
- Indicador 12.c.1: Montante de subsídios aos combustíveis fósseis por unidade do PIB (produção e consumo) e em percentagem do total da despesa nacional em combustíveis fósseis.[30]

Para relatar este indicador nos diferentes constituintes (global, regional e nacional), é importante considerar os seguintes sub indicadores: 1) A transferência direta de fundos do governo, 2) Apoio de preços, 3) Despesas fiscais. É importante considerar também, enquanto trabalhamos para alcançar esta meta, uma atenção especial aos setores dependentes de energia e os desafios que eles podem enfrentar durante esses processos de reforma, especialmente as famílias pobres que são as mais vulneráveis aos aumentos de preços.  "A realocação dos subsídios dos combustíveis fósseis para setores relevantes para o desenvolvimento poderia impulsionar o alcance dos ODS."  

## Progresso
Até 2016, 13,8% dos alimentos foram perdidos nas cadeias de abastecimento, ou seja, durante a colheita, transporte, armazenamento e processamento. Quanto ao lixo eletrônico, na comparação entre os anos de 2010 e 2019, sua produção cresceu 38% (de 5,3 kg per capita para 7,3 kg per capita), enquanto que a prática ambientalmente correta de reciclagem desse tipo de lixo cresceu, em valores absolutos, de 0,8 kg per capita para 1,3 kg per capita.
Por mais que a União Europeia e outras 79 nações tenham implementado políticas para promover padrões sustentáveis de consumo e produção, segundo o Índice dos Objetivos de Desenvolvimento Sustentável, o cumprimento do Objetivo 12 até o ano de 2030 é improvável de ocorrer, pois até mesmo os países mais bem classificados (Suécia, Dinamarca e Finlândia) dentre todos os países avaliados não tiveram o progresso e desempenho esperados quanto a esse Objetivo. Ademais, o Objetivo 12 é, dentre todos os ODS, aquele com pior pontuação entre os países de alta renda, nos quais o consumo desenfreado e os consequentes elevados níveis de desperdício provocam efeitos socioeconômicos e ambientais negativos. Em particular, os países pertencentes à Organização para a Cooperação e Desenvolvimento Econômico (OCDE) estão distantes de cumpri-lo, sendo que muitos deles experimentam atualmente estagnação ou regresso nesse Objetivo, bem como nos Objetivos 13 (ação contra a mudança global do clima), 14 (conservação da vida na água) e 15 (conservação da vida terrestre).
Dentre as nações da América Latina, o Brasil tem a 7ª melhor pontuação quanto a todos ODS e se encontra significativamente atrasado quanto ao cumprimento do Objetivo 12, tendo registrado nos últimos anos um avanço abaixo do esperado, principalmente no que diz respeito ao tratamento de água residual de procedência humana (Meta 12.4). Entretanto, com os efeitos da pandemia de Covid-19, é possível que, devido ao encarecimento e à maior desvalorização de produtos importados, ocorra uma contração superior a 70% no consumo dentre os latino-americanos, o que teria um impacto positivo no ODS 12.

## Organizações
- A rede One Planet é uma parceria multiparticipativa de países e outras partes interessadas, que visa apoiar a implementação do Quadro de 10 anos de Programas de Consumo e Produção Sustentáveis (10YFP), para aumentar o impacto gerado pelas ações nos entregues no quadro do SDG 12. A parceria oferece seis programas: [34]
- Programa das Nações Unidas para o Meio Ambiente (PNUMA)
- Organização Mundial do Turismo (OMT)
- Instituto de Estatística da UNESCO (UNESCO-UIS)
- "Setor de Educação da UNESCO, Divisão para a Paz e Desenvolvimento Sustentável, Seção de Educação para o Desenvolvimento Sustentável (UNESCO-ED / PSD / ESD)"[27]
- Conferência das Nações Unidas sobre Comércio e Desenvolvimento (UNCTAD) [25][26]
- Divisão de Estatísticas das Nações Unidas (UNSD). [22][24]
- Universidade das Nações Unidas